# 法住寺 (豊川市)
法住寺（ほうじゅうじ）は、愛知県豊川市にある曹洞宗の小本寺。山号は呑海山。1508年（永正5年）、足利義澄の家臣の創建になる。所蔵の千手観音菩薩像は、重要文化財に指定される。藤原末期の作で、明治の廃仏毀釈で海に捨てられたものが、その寺の近くの海岸に漂着したものと伝えられる。